# بدل أباد
بدل‌ أباد هي قرية في مقاطعة خوي، إيران. عدد سكان هذه القرية هو 6,725 في سنة 2006.